# سديلة
| Ç         | ç |
| نبرة حادة | ḉ |
| Ḑ         | ḑ |
| سديلة     | ȩ |
| مقصرة     | ḝ |
| سديلة     | ģ |
| سديلة     | ḩ |
| سديلة     | ķ |
| سديلة     | ļ |
| سديلة     | ņ |
| سديلة     | ŗ |
| Ş         | ş |
| سديلة     | ţ |

السَّديلة (بالعربية: علامة، ذيل) علامة توضع أسفل الحرف لتغيير نطقه (¸) وهو شبيه للذيل، وتكون هذه العلامة مميزة للحرف عن الحرف الشبيه له، مثل: C وÇ.

## الأصل
نشأت هذه العلامة (الذيل) في إسبانيا، في النصف السفلي من مخطوطة "Z". كلمة "cedilla" تصغير لاسم الحرف الإسباني القديم ceta (zeta). في اللغة الإسبانية الحديثة لم يعد يستخدم الذيل للحروف ذات الصوت المميز عن الحرف الشبيهة لها في طريقة الكتابة، إلا أنه ما زال يستعمل في بعض اللغات الأخرى كالبرتغالية، الفرنسية، والكتلانية، وقد أخذ الاسم cedilla الإنجليزي من الاسم cédille الفرنسي.

## الاستخدامات

### الذيل في حرف C

أصل العلامة في الحرف C

يستخدم الحرف Ç أو ç (بالحروف الصغيرة) في كثير من اللغات، إما لتغيير نطق الحرف الإصلي، أو لتغيير عمله في الجملة، فمثلا يلفظ [tʃ] في اللغة التركية، ويلفظ [s] في اللغة الفرنسية في حالة وقوعه قبل حروف العلة C، O، U، أو في نهاية كل كلمة.
و يستخدم هذا الحرف في بعض اللغات الأخرى:
- اللغة الكتلانية
- اللغة البرتغالية
- اللغة الكردية
- اللغة التترية
- اللغة الأذرية

### الذيل في حرف S
يكتب الحرف S مع ذيل بـ Ş، ويلفظ /ʃ/ (مثل الشين في كلمة شرطة)، ويستعمل في اللغات:
- اللغة الكردية
- اللغة الرومانية

كان يستخدم قديما في اللغة الرومانية حرف Ș/ș العتيق، مثل كلمة: Timișoara، إلا أنه أستبدل بـ Ş.
- اللغة التركية
- اللغة الأذرية
- لغات أخرى، كالتركمانية، والتترية.

### الذيل في حرف T
في عام 1868، اقترح Ambroise Firmin-Didot في كتابه Observations sur l'orthographe, ou ortografie, française، أن الأصوات يمكن أن تكون أكثر انتظاما عند إضافة الذيل أسفل الحرف T في بعض الكلمات.

### حروف أخرى تستعمل الذيل
يستعمل الذيل في حروف أخرى مثل: ņ ،ļ ،ķ ،ģ ومن الناحية التاريخية أيضا يستعمل في الحرف ŗ.